# Listen To The Music 3
『Listen To The Music 3』（リッスン・トゥ・ザ・ミュージック スリー）は、槇原敬之3作目のカバー・アルバム。2014年1月22日、Buppuレーベルから発売された。

## 解説
2005年発売カバー・アルバム第2作『Listen To The Music 2』から、約7年半ぶりにリリース。本作はカバーアルバム初の2枚組。全18曲。
本作はデビュー25年目を迎える槇原の「多大な影響を与えてくださった方の楽曲を、感謝を込めてカバーしたい」長年の想いが実現。数多くの素晴らしいアーティスト・名曲との出逢いの中から敬意を込め槇原が選曲・歌唱。本作選出アーティストは山下達郎、小田和正、久保田利伸、松任谷由実、中島みゆき、大江千里の6名。1人あたり3曲ずつカバー。
編曲は槇原のコンサートサポートメンバーでもあるTomi Yo。
DISC.2収録大江千里「Rain」（『1234』収録）は1998年発売カバー・アルバム第1作『Listen To The Music』でも選曲。本作では新たなアレンジで収録。
ジャケットはカラオケのリモコンタッチパネルで、槇原の事務所社長が薦めた。ブックレットはカラオケボックスで歌う槇原を掲載。
本作発売に合わせ、コンサートツアー「Listen To The Music The Live 〜うたのお☆も☆て☆な☆し」が3月2日から栃木県総合文化センターからスタート。6月15日の大阪オリックス劇場まで39公演開催。

## 収録曲
編曲：Tomi Yo（特記以外）。
| #         | タイトル                 | 作詞・作曲 | 編曲              | 時間  |
| --------- | ------------------------ | ---------- | ----------------- | ----- |
| 1.        | 「MAGIC TOUCH」          | 山下達郎   |                   | 4:59  |
| 2.        | 「キラキラ」             | 小田和正   |                   | 4:35  |
| 3.        | 「LOVE RAIN 〜恋の雨〜」 | 久保田利伸 |                   | 4:42  |
| 4.        | 「夏の日」               | 小田和正   |                   | 5:21  |
| 5.        | 「愛を止めないで」       | 小田和正   |                   | 4:05  |
| 6.        | 「卒業写真」             | 荒井由実   |                   | 4:14  |
| 7.        | 「ホームにて」           | 中島みゆき |                   | 4:44  |
| 8.        | 「RIDE ON TIME」         | 山下達郎   | Tomi Yo、村田陽一 | 4:26  |
| 9.        | 「BOYS & GIRLS」         | 大江千里   |                   | 4:41  |
| 合計時間: | 合計時間:                | 合計時間:  | 合計時間:         | 41:47 |

| #         | タイトル               | 作詞・作曲          | 編曲                        | 時間  |
| --------- | ---------------------- | ------------------- | --------------------------- | ----- |
| 1.        | 「真夏の夜の夢」       | 松任谷由実          | 槇原敬之、村田陽一、Tomi Yo | 4:41  |
| 2.        | 「Rain」               | 大江千里            |                             | 5:20  |
| 3.        | 「Missing」            | 久保田利伸          |                             | 4:42  |
| 4.        | 「GET BACK IN LOVE」   | 山下達郎            |                             | 5:08  |
| 5.        | 「流星のサドル」       | 川村真澄/久保田利伸 | Tomi Yo、村田陽一           | 4:59  |
| 6.        | 「きみと生きたい」     | 大江千里            |                             | 5:01  |
| 7.        | 「時代」               | 中島みゆき          |                             | 4:41  |
| 8.        | 「銀の龍の背に乗って」 | 中島みゆき          |                             | 5:50  |
| 9.        | 「Hello, my friend」   | 松任谷由実          |                             | 5:50  |
| 合計時間: | 合計時間:              | 合計時間:           | 合計時間:                   | 46:12 |

## ミュージシャン
- Tomi Yo - ストリングスアレンジ（Disc.1=4,8／Disc.2=1,4,6,7）、ブラスアレンジ（Disc.2=1,5）
- 村田陽一 - ブラスアレンジ（Disc.1=8／Disc.2=1,5）